# Список населённых пунктов Бабаевского района Вологодской области
Население Бабаевского района составляет 23,9 тыс. человек, в том числе в городе проживают около 12,3 тыс. В состав района входят городское поселение Бабаево и 18 сельских поселений.
Ниже приведён список всех населённых пунктов района с указанием кодов ОКАТО и почтовых индексов. Жирным шрифтом выделены центры поселений.

## городБабаево
Почтовые индексы 162450, 162454.
- 19 205 501 000 / 162450 город Бабаево
- 19 205 820 002 деревня Бабаево
- 19 205 820 006 / 162450 деревня Высоково
- 19 205 820 008 посёлок Заготскот
- 19 205 820 009 / 162454 деревня Колпино

## Борисовское сельское поселение
- 19 205 840 002 / 162463 деревня Аганино
- 19 205 808 002 / 162460 деревня Александровская
- 19 205 840 003 / 162463 хутор Ананино
- 19 205 804 002 / 162458 деревня Антоновская
- 19 205 804 003 / 162458 деревня Афанасово
- 19 205 840 004 / 162463 деревня Афанасово
- 19 205 836 002 / 162470 деревня Афанасьевская или Афанасовская
- 19 205 804 004 / 162458 деревня Балуево
- 19 205 836 003 / 162470 деревня Большая Пельпахта или Пельпахта
- 19 205 804 005 / 162458 деревня Большое Борилово
- 19 205 808 001 / 162460 село Борисово-Судское
- 19 205 840 005 / 162463 деревня Васютино
- 19 205 840 006 / 162463 деревня Веленидово
- 19 205 840 007 / 162463 деревня Верхняя Шома
- 19 205 836 004 / 162470 деревня Волково
- 19 205 840 008 / 162463 деревня Горбово
- 19 205 804 006 / 162458 деревня Горы или Гора
- 19 205 836 005 / 162470 деревня Задний Двор
- 19 205 844 002 / 162461 деревня Заельник
- 19 205 808 003 / 162464 деревня Занино
- 19 205 808 004 деревня Зворыкино
- 19 205 840 009 / 162463 деревня Ивановская
- 19 205 836 006 / 162470 деревня Игнатово
- 19 205 804 016 / 162458 деревня Игумново
- 19 205 836 007 / 162470 деревня Ионино
- 19 205 808 005 / 162464 деревня Карасово
- 19 205 840 010 / 162463 деревня Керняшово или Кернюшово
- 19 205 808 006 деревня Кобелево
- 19 205 808 007 / 162464 деревня Корнилово
- 19 205 840 011 / 162463 деревня Костеньково
- 19 205 836 008 / 162470 деревня Костино
- 19 205 840 012 / 162463 деревня Костино
- 19 205 804 007 / 162458 деревня Лабокша
- 19 205 840 013 / 162463 деревня Логиново
- 19 205 836 009 / 162470 деревня Лыково
- 19 205 808 008 деревня Макаровская
- 19 205 836 010 / 162470 деревня Малая Пельпахта
- 19 205 804 008 / 162458 деревня Малое Борилово
- 19 205 804 001 / 162458 деревня Малое Борисово
- 19 205 808 009 / 162464 деревня Мятино
- 19 205 840 014 / 162463 деревня Назарово
- 19 205 840 015 / 162463 деревня Неверово
- 19 205 808 010 / 162464 деревня Некрасово
- 19 205 804 009 / 162458 деревня Нестерово
- 19 205 804 010 / 162458 деревня Нефедово
- 19 205 840 016 / 162463 деревня Никоново или Никаново
- 19 205 840 017 / 162463 деревня Новая
- 19 205 840 001 / 162463 деревня Новая Старина
- 19 205 836 001 / 162470 деревня Новое Лукино
- 19 205 804 011 / 162458 деревня Овсянниково или Овсяниково
- 19 205 836 011 / 162470 деревня Папино
- 19 205 840 018 / 162463 деревня Парфеево
- 19 205 844 001 / 162461 деревня Плесо
- 19 205 844 003 / 162461 посёлок Плесо
- 19 205 844 004 / 162461 деревня Плоское
- 19 205 804 012 / 162458 деревня Пожарища
- 19 205 808 011 / 162460 деревня Порошино
- 19 205 836 012 / 162470 деревня Пустошка
- 19 205 804 013 / 162458 деревня Пячкалово или Пячкалово
- 19 205 836 013 / 162470 деревня Семёновская
- 19 205 836 014 / 162470 деревня Сидорово
- 19 205 804 014 / 162458 деревня Слобода
- 19 205 840 019 / 162463 деревня Стан
- 19 205 836 015 / 162470 деревня Старое Лукино
- 19 205 836 016 / 162470 деревня Судаково
- 19 205 836 017 / 162470 деревня Сумароково
- 19 205 836 018 / 162470 деревня Тереховая
- 19 205 836 019 / 162470 деревня Третьяковская
- 19 205 840 020 / 162463 деревня Федюнино
- 19 205 808 012 / 162460 деревня Харчевня
- 19 205 836 020 / 162470 деревня Хрипелево
- 19 205 840 021 / 162463 деревня Шарапово
- 19 205 840 022 / 162463 деревня Шараповская Горка
- 19 205 804 015 / 162458 деревня Ширяевская
- 19 205 836 021 / 162470 деревня Шогда

## Вепсское национальное сельское поселение
- 19 205 832 002 / 162479 деревня Аксеново
- 19 205 828 002 / 162476 деревня Артёмово
- 19 205 832 003 / 162479 деревня Берег
- 19 205 828 003 / 162476 деревня Васино
- 19 205 832 004 / 162479 деревня Вирино
- 19 205 828 001 / 162476 деревня Горка
- 19 205 828 004 / 162476 деревня Гридино
- 19 205 828 005 / 162476 деревня Дуново
- 19 205 832 005 / 162479 деревня Заболотье
- 19 205 832 001 / 162479 деревня Кийно
- 19 205 832 006 / 162479 деревня Киндаево
- 19 205 828 006 / 162476 деревня Конец
- 19 205 864 002 / 162475 деревня Красная Горка
- 19 205 828 007 / 162476 деревня Лабино
- 19 205 864 003 / 162475 деревня Мамаево
- 19 205 832 007 / 162479 деревня Марково
- 19 205 828 008 / 162476 деревня Межерье
- 19 205 832 008 / 162479 деревня Никонова Гора
- 19 205 864 004 / 162475 деревня Новинка
- 19 205 864 005 / 162475 деревня Новосерково или Ново-Серково
- 19 205 864 006 / 162475 деревня Носково
- 19 205 832 009 / 162479 деревня Панкратово
- 19 205 864 007 / 162475 деревня Подберезка
- 19 205 864 008 / 162475 деревня Пустошка
- 19 205 832 010 / 162479 деревня Пустошка
- 19 205 828 009 / 162476 деревня Ракуново
- 19 205 864 009 / 162475 деревня Савинская
- 19 205 828 010 / 162476 деревня Саутино
- 19 205 828 011 / 162476 деревня Сергеево
- 19 205 832 011 / 162479 деревня Слобода
- 19 205 828 012 / 162476 деревня Стунино
- 19 205 864 001 / 162475 деревня Тимошино
- 19 205 832 012 / 162479 деревня Туржино
- 19 205 864 010 / 162475 деревня Угловая
- 19 205 864 011 / 162475 деревня Фенчиково
- 19 205 828 013 / 162476 деревня Фоминская
- 19 205 828 014 / 162476 деревня Худяково
- 19 205 828 015 / 162476 деревня Якутино
- 19 205 864 012 / 162475 деревня Янголохта

## Володинское сельское поселение
Почтовый индекс 162454.
- 19 205 820 003 деревня Березовец
- 19 205 820 004 деревня Великово
- 19 205 820 001 деревня Володино
- 19 205 820 005 деревня Выползово
- 19 205 820 007 деревня Дудино
- 19 205 820 010 деревня Переходно или Переходное
- 19 205 820 011 посёлок Тимошкино

## Дубровское сельское поселение
Почтовые индексы 162452, 162454.
- 19 205 824 002 / 162454 деревня Внина
- 19 205 824 001 деревня Дубровка
- 19 205 824 003 / 162454 деревня Заборье
- 19 205 824 004 / 162454 деревня Загривье
- 19 205 824 005 деревня Званец
- 19 205 824 006 / 162454 деревня Иевково
- 19 205 824 007 / 162454 деревня Клавдино
- 19 205 824 008 / 162454 деревня Костяй
- 19 205 824 010 / 162452 деревня Лукьяново
- 19 205 824 011 / 162452 деревня Папино
- 19 205 824 012 / 162452 деревня Петряево
- 19 205 824 013 / 162452 деревня Селиверстово
- 19 205 824 014 / 162452 деревня Слудно
- 19 205 824 016 / 162454 деревня Чиково
- 19 205 824 017 / 162452 посёлок Щепье
- 19 205 824 018 / 162452 посёлок Ясное или Ясный

## Пожарское сельское поселение
Почтовый индекс 162474.
- 19 205 848 002 деревня Ананино
- 19 205 848 003 деревня Андроново
- 19 205 848 004 деревня Афонино
- 19 205 848 005 деревня Васильково
- 19 205 848 006 деревня Горки
- 19 205 848 007 деревня Демшино
- 19 205 848 008 деревня Дийково
- 19 205 848 009 деревня Игнатово
- 19 205 848 010 деревня Комарово
- 19 205 848 011 деревня Огрызово
- 19 205 848 001 деревня Пожара
- 19 205 848 012 деревня Стармуж
- 19 205 848 013 деревня Суворово
- 19 205 848 014 деревня Терьково
- 19 205 848 015 деревня Чуниково

## Пяжозерское сельское поселение
Почтовый индекс 162465.
- 19 205 853 002 деревня Алексеевская
- 19 205 853 003 деревня Григорьевская
- 19 205 853 004 деревня Заречье
- 19 205 853 005 посёлок Колошма
- 19 205 853 006 деревня Красная Гора
- 19 205 853 007 деревня Макарьевская или Макаровская
- 19 205 853 008 посёлок Нижняя Ножема или Ножема
- 19 205 853 009 деревня Никитинская
- 19 205 853 010 деревня Погорелая или Погорелово
- 19 205 853 001 посёлок Пяжелка
- 19 205 853 011 деревня Тарасовская
- 19 205 853 012 деревня Яковлевская

## Санинское сельское поселение
Почтовые индексы 162455, 162456, 162457.
- 19 205 816 001 / 162456 деревня Александровская
- 19 205 856 002 деревня Амосово
- 19 205 816 002 / 162456 деревня Архангельское или Архангельская
- 19 205 856 021 деревня Большие Кипрецы
- 19 205 856 003 деревня Ванда
- 19 205 816 003 / 162456 деревня Вашино
- 19 205 856 022 деревня Верховье
- 19 205 816 004 / 162456 деревня Волкова
- 19 205 816 005 / 162456 деревня Давыдовка
- 19 205 856 004 деревня Дедовец
- 19 205 856 005 деревня Дубинино
- 19 205 856 023 деревня Ельник
- 19 205 856 020 деревня Клюшово
- 19 205 816 006 / 162456 деревня Комарово
- 19 205 856 006 деревня Ладышкино
- 19 205 816 007 / 162456 деревня Лунево
- 19 205 856 007 деревня Максимово
- 19 205 856 024 деревня Малые Кипрецы
- 19 205 816 009 / 162456 деревня Никольское
- 19 205 816 010 / 162456 деревня Новополье
- 19 205 856 008 деревня Пальцево
- 19 205 856 009 деревня Петраково
- 19 205 856 025 деревня Петрово
- 19 205 816 011 / 162456 деревня Пожарище
- 19 205 856 001 деревня Санинская
- 19 205 856 011 деревня Седуново
- 19 205 856 012 деревня Серково
- 19 205 816 012 / 162456 деревня Слатинская
- 19 205 856 013 деревня Сорка
- 19 205 856 014 деревня Спирово
- 19 205 856 015 деревня Талашманиха
- 19 205 856 016 деревня Терехова или Терехово
- 19 205 856 019 деревня Тимохино
- 19 205 816 013 / 162456 деревня Тиняково
- 19 205 816 014 / 162456 деревня Тырпец
- 19 205 856 017 деревня Чащино
- 19 205 856 026 деревня Чистиково
- 19 205 856 018 деревня Шарапова Горка или Горка

## Сиучское сельское поселение
Почтовый индекс 162490.
- 19 205 860 001 деревня Заполье
- 19 205 860 002 деревня Ольховик
- 19 205 860 004 деревня Сиуч
- 19 205 860 003 жд станция Сиуч

## Тороповское сельское поселение
Почтовый индекс 162441.
- 19 205 868 002 деревня Бардинское
- 19 205 868 003 деревня Вантеево
- 19 205 868 004 деревня Васильевское или Васильевская
- 19 205 868 005 разъезд Верхневольск или Верхне-Вольский
- 19 205 868 006 посёлок Верхневольский или деревня Верхне-Вольск
- 19 205 868 007 деревня Ворохобино
- 19 205 868 008 посёлок Горбачи
- 19 205 868 009 деревня Горка
- 19 205 868 010 деревня Горочка
- 19 205 868 011 деревня Гриньково
- 19 205 868 012 деревня Замошье
- 19 205 868 013 деревня Карпово
- 19 205 868 014 деревня Косино
- 19 205 868 015 деревня Красиково
- 19 205 868 016 деревня Кузовлево
- 19 205 868 017 деревня Лебедево
- 19 205 868 018 деревня Любочская Горка
- 19 205 868 019 деревня Лютомля
- 19 205 868 020 деревня Минино
- 19 205 868 021 деревня Новинка
- 19 205 868 022 деревня Плаксино
- 19 205 868 023 посёлок Смородинка
- 19 205 868 024 хутор Старый Завод или деревня Завод
- 19 205 868 025 деревня Степаново
- 19 205 868 026 станция Тешемля
- 19 205 868 027 посёлок Тешемля
- 19 205 868 028 деревня Тимошкино
- 19 205 868 029 деревня Токарево
- 19 205 868 001 деревня Торопово
- 19 205 868 030 посёлок Тупик
- 19 205 868 031 деревня Ципелево
- 19 205 868 032 деревня Ярцево

## Центральное сельское поселение
- 19 205 812 002 / 162468 деревня Аганино
- 19 205 812 001 / 162468 деревня Аксентьевская
- 19 205 872 002 / 162464 деревня Апучево или Анучево
- 19 205 812 003 / 162468 деревня Верхний Конец
- 19 205 812 004 / 162468 деревня Гашково
- 19 205 812 005 / 162468 деревня Гора
- 19 205 812 006 / 162468 деревня Гридино
- 19 205 812 007 / 162468 деревня Гринево
- 19 205 872 003 / 162464 деревня Давыдово
- 19 205 812 008 / 162468 деревня Завод
- 19 205 812 009 / 162468 деревня Истомино
- 19 205 872 004 / 162464 деревня Калачево
- 19 205 872 005 / 162464 деревня Качалово
- 19 205 812 010 / 162468 деревня Керчаково
- 19 205 872 001 / 162464 деревня Киино
- 19 205 872 006 / 162464 деревня Кондратово
- 19 205 872 007 / 162464 деревня Кябелево или Кябелево
- 19 205 812 011 / 162468 деревня Мамоново
- 19 205 812 012 / 162468 хутор Маяк-Горка или деревня
- 19 205 872 008 / 162464 деревня Морозово
- 19 205 872 009 / 162464 деревня Нечаево
- 19 205 872 010 / 162464 деревня Нижний Конец
- 19 205 812 013 / 162468 деревня Новая Деревня или Новая
- 19 205 812 014 / 162468 деревня Новинка
- 19 205 872 011 / 162464 деревня Петраково
- 19 205 812 015 / 162468 деревня Пухтаево
- 19 205 812 016 / 162468 деревня Рагозино или Рогозино
- 19 205 872 012 / 162464 деревня Тарасово
- 19 205 872 013 / 162464 деревня Федьково
- 19 205 872 014 / 162464 деревня Харино
- 19 205 812 017 / 162468 деревня Чубрино
- 19 205 872 015 / 162464 деревня Шеино
- 19 205 872 016 / 162464 деревня Шилово
- 19 205 872 017 / 162464 деревня Янишево или Яншиево